# Надьхалас
Надьгалас (угор. Nagyhalász) — місто в медьє Саболч-Сатмар-Береґ в Угорщині. Статус міста з 1993 року.
Місто займає площу 44,31 км², проживає 5 630 жителів (за даними 2010 року). За даними 2001 року, серед мешканців міста 90% — угорці, 10% — цигани.
Місто Надьгалас розташоване приблизно за 19 км на північ від центру міста Ньїредьгаза. У місті знаходиться однойменна залізнична станція. Поруч знаходиться місто Ібрань.
| Угорщина | Це незавершена стаття з географії Угорщини. Ви можете допомогти проєкту, виправивши або дописавши її. |